# NGC 6762
NGC 6762 (również NGC 6763, PGC 62757 lub UGC 11405) – galaktyka spiralna (S0-a), znajdująca się w gwiazdozbiorze Smoka. Jest to galaktyka z aktywnym jądrem typu LINER.
Odkrył ją Lewis A. Swift 30 sierpnia 1883 roku. Ponownie obserwował ją 30 kwietnia 1884 roku, lecz nie zorientował się, że to ten sam obiekt i skatalogował ją po raz drugi. John Dreyer w swoim New General Catalogue skatalogował obie obserwacje Swifta jako NGC 6763 (wcześniejsza) i NGC 6762.